# Lithocarpus elmerrillii
Lithocarpus elmerrillii är en bokväxtart som beskrevs av Woon Young Chun. Lithocarpus elmerrillii ingår i släktet Lithocarpus och familjen bokväxter.
Artens utbredningsområde är Hainan (Kina). Inga underarter finns listade.